# Södertälje stad
Denna artikel handlar om den tidigare kommunen Södertälje stad. För orten se Södertälje, för dagens kommun, se Södertälje kommun.
Södertälje stad, innan 1622 enbart Tälje,  var en stad och kommun i Stockholms län. 

## Administrativ historik
Stadsprivilegier kan beläggas säkert från 1386 men kan ha funnits betydligt tidigare. Orten Telge nämns redan av Adam av Bremen på 1070-talet.
Staden blev en egen kommun, enligt Förordning om kommunalstyrelse i stad (SFS 1862:14) 1 januari 1863, då Sveriges kommunsystem infördes. 
Enligt kungligt brev 6 december 1912 inkorporerades i staden: Fogdetorp 1/4 från Östertälje socken, Bränningström 1/4 från Tveta socken och Saltskog 1/2 från Västertälje socken. Den 1 januari 1946 (enligt beslut den 31 augusti 1945) inkorporerades i staden Västertälje landskommun, socken och församling med 951 invånare och omfattande en areal av 22,94 km², varav 20,62 km² land.
Staden påverkades inte av kommunreformen den 1 januari 1952.
1 januari 1963 inkorporerades Östertälje landskommun med 2 807 invånare och omfattande en areal av 63,41 km² land. 1 januari 1967 inkorporerades Enhörna landskommun med 1 067 invånare och omfattande en areal av 78,4 km², varav 77,5 km² land. 1 januari 1971 gick staden upp i den då nybildade Södertälje kommun.

### Judiciell tillhörighet
Södertälje stad hade egen jurisdiktion och rådhusrätt. Rådhusrätten förstatligades 1965 och uppgick 1971 i Södertälje tingsrätt.

### Kyrklig tillhörighet
I kyrkligt hänseende tillhörde staden Södertälje stadsförsamling, som 1 januari 1946 den västra delen av Södertälje landsförsamling och fick då namnet Södertälje församling samtidigt som den resterande delen av landsförsamlingen (som tillhörde Östertälje landskommun) fick namnet Östertälje församling. Den 1 januari 1963 tillkom församlingarna Östertälje och Tveta genom inkorporering och den 1 januari 1967 Enhörna församling.

### Sockenkod
För registrerade fornfynd med mera så återfinns staden inom ett område definierat av sockenkod 0098 som motsvarar den omfattning staden hade kring 1950 där Västertälje socken ingår men inte Östertälje socken.

## Stadsvapnet
Blasonering: I blått fält en bild av Sancta Ragnhild med klädnad av silver, krona, gloria och stav av guld samt ett rött grekiskt kors på bröstet.
Då Södertälje kommunvapen utarbetades på 1930-talet togs en tradition om sankta Ragnhild upp, på grund av hennes förmodade anknytning till Södertälje. Vapnet kunde fastställas för Södertälje stad av Kungl. Maj:t år 1935. Vapnet registrerades hos PRV år 1983.

## Geografi
Södertälje stad omfattade den 1 januari 1952 en areal av 43,50 km², varav 40,95 km² land. Efter nymätningar och arealberäkningar färdiga den 1 januari 1955 omfattade staden den 1 januari 1961 en areal av 43,38 km², varav 40,96 km² land.

### Tätorter i staden 1960
I Södertälje stad fanns del av tätorten Södertälje, som hade 32 369 invånare i staden den 1 november 1960. Tätortsgraden i staden var då 98,0 procent.

## Befolkningsutveckling
| Befolkningsutvecklingen i Södertälje stad 1805–1970 | Befolkningsutvecklingen i Södertälje stad 1805–1970 | Befolkningsutvecklingen i Södertälje stad 1805–1970 | Befolkningsutvecklingen i Södertälje stad 1805–1970 | Befolkningsutvecklingen i Södertälje stad 1805–1970 |
| --- | --------------------------------------------------- | --------------------------------------------------- | --------------------------------------------------- | --------------------------------------------------- |
| |                                                     |                                                     |                                                     |                                                     |
| År |                                                     |                                                     | Folkmängd                                           |                                                     |
| 1805 | 1805                                                |                                                     | 964                                                 |                                                     |
| 1810 | 1810                                                |                                                     | 975                                                 |                                                     |
| 1820 | 1820                                                |                                                     | 944                                                 |                                                     |
| 1830 | 1830                                                |                                                     | 1 053                                               |                                                     |
| 1840 | 1840                                                |                                                     | 1 156                                               |                                                     |
| 1850 | 1850                                                |                                                     | 1 245                                               |                                                     |
| 1860 | 1860                                                |                                                     | 1 719                                               |                                                     |
| 1870 | 1870                                                |                                                     | 2 150                                               |                                                     |
| 1880 | 1880                                                |                                                     | 3 510                                               |                                                     |
| 1890 | 1890                                                |                                                     | 4 590                                               |                                                     |
| 1900 | 1900                                                |                                                     | 8 207                                               |                                                     |
| 1910 | 1910                                                |                                                     | 11 060                                              |                                                     |
| 1920 | 1920                                                |                                                     | 14 966                                              |                                                     |
| 1930 | 1930                                                |                                                     | 14 369                                              |                                                     |
| 1935 | 1935                                                |                                                     | 14 304                                              |                                                     |
| 1940 | 1940                                                |                                                     | 15 872                                              |                                                     |
| 1945 | 1945                                                |                                                     | 20 916                                              |                                                     |
| 1950 | 1950                                                |                                                     | 25 315                                              |                                                     |
| 1955 | 1955                                                |                                                     | 28 641                                              |                                                     |
| 1960 | 1960                                                |                                                     | 33 014                                              |                                                     |
| 1965 | 1965                                                |                                                     | 46 384                                              |                                                     |
| 1970 | 1970                                                |                                                     | 60 865                                              |                                                     |
| Anm: För åren 1805-1945: befolkning enligt folkräkning 31 december enligt den administrativa indelningen den 1 januari följande år. 1950 avser befolkning enligt folkräkning den 31 december enligt den administrativa indelningen den 1 januari 1952. 1955 avser den kyrkobokförda befolkningen den 31 december enligt den administrativa indelningen den 1 januari följande år. 1960 & 1965 avser befolkning enligt folkräkning den 1 november enligt den administrativa indelningen den 1 januari följande år. 1970 avser befolkning enligt folkräkning den 1 november 1970 i det område som staden omfattade när den upplöstes 1 januari 1971. |                                                     |                                                     |                                                     |                                                     |

## Politik

### Mandatfördelning i valen 1919–1966
| 3 | 16 | 2 | 12 |

| 32 |

| 4 | 14 |  | 14 |

| 33 |

| 4 | 14 |  | 14 |

| 33 |

| 2 | 18 | 2 | 11 |

| 33 |

| 17 | 3 |  | 12 |

| 32 |

| 19 | 3 |  | 10 |

| 32 |

| 21 | 2 | 2 | 8 |

| 29 |

| 2 | 25 | 4 | 8 |

| 34 |

| 7 | 21 | 5 | 6 |

| 33 | 6 |

| 2 | 23 | 10 | 4 |

| 32 | 7 |

| 2 | 21 | 10 | 6 |

| 31 | 8 |

| 2 | 22 | 6 | 9 |

| 32 | 7 |

| 2 | 25 | 2 | 8 | 8 |

| 39 |

| 4 | 21 | 4 | 9 | 7 |

| 37 | 8 |

## Namnet
I publikationer utgivna av Statistiska centralbyrån benämns staden Södertelge fram till 1900, då stavningen ändras till Södertälje.